# 309 км (зупинний пункт)
309 км — пасажирський залізничний зупинний пункт Знам'янської дирекції Одеської залізниці на електрифікованій лінії Павлиш — Користівка між зупинними пунктами Кінний завод (2,5 км) та Березівка (3,9 км). Розташований між селами Петрівське та Федорівка Олександрійського району Кіровоградської області.

## Історія
У 2008 році зупинний пункт електрифікований змінним струмом (~25 кВ) в складі дільниці Кременчук — Користівка.

## Пасажирське сполучення
На платформі 309 км зупиняються приміські поїзди сполученням Кременчук — Знам'янка.